# Жак Фрайтаг
Жак Фрайтаг (афр. Jacques Freitag; нар. 11 липня 1982 — пом. прибл. 1 липня 2024) — південноафриканський легкоатлет, який спеціалізувався на стрибках у висоту.

## Спортивні досягнення
Учасник олімпійських змагань зі стрибків у висоту (2004), на яких не вдалось подолати кваліфікаційний раунд.
Чемпіон світу зі стрибків у висоту (2003). Учасник чемпіонатів світу зі стрибків у висоту (2001, 2005), на яких не вдалось подолати кваліфікаційний раунд.
Чемпіон світу серед юніорів зі стрибків у висоту (2000).
Чемпіон світу серед юнаків зі стрибків у висоту (1999).
Фіналіст (4-е місце) змагань зі стрибків у висоту на Африканських іграх (1999).
Чемпіон Південної Африки зі стрибків у висоту (2000, 2001, 2002, 2005).
Рекордсмен Африки зі стрибків у висоту — 2,38 (2005).